# Hitachi Rivale 2014-2015
Questa voce raccoglie le informazioni riguardanti l'Hitachi Rivale nella stagione 2014-2015.

## Organigramma societario
Area direttiva
- Presidente: Koji Yamanokawa

Area tecnica
- Allenatore: Akihiko Matsuda
- Assistente allenatore: Hirofumi Tsunoda, Matsuda Kentaro

## Rosa
| N° | Nome            | Ruolo | Data di nascita   | Nazionalità sportiva |
| -- | --------------- | ----- | ----------------- | -------------------- |
| 1  | Ayaka Hosokawa  | P     | 30 dicembre 1994  | Giappone             |
| 2  | Marie Wada      | C     | 18 settembre 1987 | Giappone             |
| 3  | Nanami Inoue    | C     | 19 giugno 1989    | Giappone             |
| 5  | Arisa Satō      | L     | 18 luglio 1989    | Giappone             |
| 6  | Mai Hikichi     | C     | 5 aprile 1993     | Giappone             |
| 7  | Lauren Paolini  | C     | 22 agosto 1987    | Stati Uniti          |
| 8  | Miya Satō       | P     | 7 marzo 1990      | Giappone             |
| 10 | Mami Uchiseto   | S     | 25 ottobre 1991   | Giappone             |
| 11 | Megumi Kurihara | S     | 31 luglio 1984    | Giappone             |
| 12 | Moemi Toi       | S     | 16 ottobre 1987   | Giappone             |
| 13 | Sae Ishida      | C     | 13 febbraio 1987  | Giappone             |
| 14 | Mirei Sasaki    | L     | 29 luglio 1992    | Giappone             |
| 15 | Rin Kawamura    | S     | 20 agosto 1993    | Giappone             |
| 16 | Eri Higashihara | C     | 3 novembre 1991   | Giappone             |
| 17 | An Saita        | L     | 27 gennaio 1993   | Giappone             |
| 18 | Haruka Iseki    | L     | 18 maggio 1992    | Giappone             |
| 19 | Sayaka Nagano   | S     | 6 luglio 1992     | Giappone             |
| 20 | Ryoko Atago     | S     | 10 aprile 1995    | Giappone             |

## Mercato
| Acquisti | Acquisti        | Acquisti                       | Acquisti   |
| R.       | Nome            | da                             | Modalità   |
| -------- | --------------- | ------------------------------ | ---------- |
| C        | Nanami Inoue    | Denso Airybees                 | definitivo |
| S        | Megumi Kurihara | Okayama Seagulls               | definitivo |
| C        | Eri Higashihara | Osaka International University | definitivo |
| S        | Ryoko Atago     | Pioneer Red Wings              | definitivo |

| Cessioni | Cessioni         | Cessioni         | Cessioni   |
| R.       | Nome             | a                | Modalità   |
| -------- | ---------------- | ---------------- | ---------- |
| C        | Monoka Minami    | -                | ritirata   |
| S        | Yukiko Ebata     | RC Cannes        | definitivo |
| P        | Yukino Nagamatsu | -                | ritirata   |
| S        | Saori Takahashi  | Toyota Queenseis | definitivo |

## Risultati

### Coppa dell'Imperatrice

#### Fase ad eliminazione diretta
| Secondo turno - 11 dicembre 2014 Tokyo Metropolitan Gymnasium, Tokyo    | Hitachi Rivale    | 3 - 0 | Tōkai Daigaku    | 25-19, 25-23, 25-16               |
| Quarti di finale - 12 dicembre 2014 Tokyo Metropolitan Gymnasium, Tokyo | Toray Arrows      | 2 - 3 | Hitachi Rivale   | 25-16, 23-25, 19-25, 25-22, 15-17 |
| Semifinale - 13 dicembre 2014 Tokyo Metropolitan Gymnasium, Tokyo       | Hitachi Rivale    | 3 - 2 | Okayama Seagulls | 31-29, 25-27, 23-25, 25-21, 15-10 |
| Finale - 14 dicembre 2014 Tokyo Metropolitan Gymnasium, Tokyo           | Hisamitsu Springs | 3 - 0 | Hitachi Rivale   | 25-19, 25-13, 25-23               |

## Statistiche

### Statistiche di squadra
| Competizione           | Punti | In casa | In casa | In casa | In trasferta | In trasferta | In trasferta | Campo neutro | Campo neutro | Campo neutro | Totale | Totale | Totale |
| Competizione           | Punti | G       | V       | P       | G            | V            | P            | G            | V            | P            | G      | V      | P      |
| ---------------------- | ----- | ------- | ------- | ------- | ------------ | ------------ | ------------ | ------------ | ------------ | ------------ | ------ | ------ | ------ |
| V.Premier League       |       |         |         |         |              |              |              |              |              |              |        |        |        |
| Coppa dell'Imperatrice | -     |         |         |         |              |              |              |              |              |              |        |        |        |
| Torneo Kurowashiki     | -     |         |         |         |              |              |              |              |              |              |        |        |        |
| Totale                 | -     |         |         |         |              |              |              |              |              |              |        |        |        |

G = partite giocate; V = partite vinte; P = partite perse

### Statistiche dei giocatori
| R. Atago       |  |  |  |  |  | Statistiche assenti | Statistiche assenti | Statistiche assenti |
| M. Hikichi     |  |  |  |  |  | Statistiche assenti | Statistiche assenti | Statistiche assenti |
| A. Hosokawa    |  |  |  |  |  | Statistiche assenti | Statistiche assenti | Statistiche assenti |
| H. Iseki       |  |  |  |  |  | Statistiche assenti | Statistiche assenti | Statistiche assenti |
| S. Ishida      |  |  |  |  |  | Statistiche assenti | Statistiche assenti | Statistiche assenti |
| R. Kawamura    |  |  |  |  |  | Statistiche assenti | Statistiche assenti | Statistiche assenti |
| E. Higashihara |  |  |  |  |  | Statistiche assenti | Statistiche assenti | Statistiche assenti |
| N. Inoue       |  |  |  |  |  | Statistiche assenti | Statistiche assenti | Statistiche assenti |
| M. Kurihara    |  |  |  |  |  | Statistiche assenti | Statistiche assenti | Statistiche assenti |
| S. Nagano      |  |  |  |  |  | Statistiche assenti | Statistiche assenti | Statistiche assenti |
| L. Paolini     |  |  |  |  |  | Statistiche assenti | Statistiche assenti | Statistiche assenti |
| A. Saita       |  |  |  |  |  | Statistiche assenti | Statistiche assenti | Statistiche assenti |
| M. Sasaki      |  |  |  |  |  | Statistiche assenti | Statistiche assenti | Statistiche assenti |
| A. Satō        |  |  |  |  |  | Statistiche assenti | Statistiche assenti | Statistiche assenti |
| M. Satō        |  |  |  |  |  | Statistiche assenti | Statistiche assenti | Statistiche assenti |
| M. Toi         |  |  |  |  |  | Statistiche assenti | Statistiche assenti | Statistiche assenti |
| M. Uchiseto    |  |  |  |  |  | Statistiche assenti | Statistiche assenti | Statistiche assenti |
| M. Wada        |  |  |  |  |  | Statistiche assenti | Statistiche assenti | Statistiche assenti |

P = presenze; PT = punti totali; AV = attacchi vincenti; MV = muri vincenti; BV = battute vincenti